# Simulium johannseni
Simulium johannseni är en tvåvingeart som beskrevs av Hart 1912. Simulium johannseni ingår i släktet Simulium och familjen knott. Inga underarter finns listade i Catalogue of Life.